# Nicole-Reine Lepaute
Nicole-Reine Lepaute (Parigi, 5 gennaio 1723 – Parigi, 6 dicembre 1788) è stata un'astronoma e matematica francese, ricordata per aver contribuito al calcolo per il ritorno predetto della Cometa di Halley.

## Biografia
Nicole-Reine Étable de la Brière nacque il 5 gennaio 1723 nel palazzo del Lussemburgo, a Parigi, essendo suo padre, Jean Etable, al servizio di Luisa Elisabetta di Borbone-Orléans, figlia del Duca d'Orléans e reggente di Francia Filippo II. Nicole-Reine fu la sesta di nove figli.
Nicole-Reine divenne moglie dell'orologiaio reale J. A. Lepaute. 

Era un'abile matematica e collaborò con il matematico Alexis Clairault e l'astronomo Jérôme Lalande per la corretta predizione, basata su lunghi e difficili calcoli astronomici, della riapparizione della cometa di Halley del 1758; fu un'accurata riconferma di quanto aveva previsto Edmond Halley all'inizio del secolo. Utilizzando le leggi di Newton divenne una delle migliori esperta di calcolo astronomico, ma Clairaut prima le attribuì i meriti dell'impresa ed in un secondo tempo negò il contributo della scienziata attribuendosi in esclusiva i calcoli. 
In seguito Nicole calcolò la durata e le dimensioni di un'eclissi solare anulare che si sarebbe verificata nel 1764 in Europa, pubblicandone una mappa dello svolgimento ad intervalli di un quarto d'ora. Questa fu l'unica pubblicazione che apparve con il suo nome, dal titolo: Explication de la carte qui représente le passage de l'ombre de la lune au travers de l'Europe dans l'eclipse du soleil centrale et annulaire di 1 Avril 1764 prensenté au Roi, le 12 août 1762, par M.me Lepaute. L'Accademia delle scienze di Parigi le affidò in collaborazione con Lalande il compito di redigere l'annuale pubblicazione Connaissance des Temps, il calendario annuale per gli astronomi e navigatori. Nel 1774 si occupò di effemeridi calcolando la posizione dei pianeti, del Sole e della Luna in ogni giorno dell'anno fino al 1792; queste vennero raccolte nel VII ed VIII volume di Effemeridi dell'Accademia.

## Riconoscimenti
- Nel 1935, l'Unione astronomica internazionale ha dato il nome Lepaute a un cratere lunare.
- L'asteroide 7720 Lepaute è anch'esso dedicato alla sua memoria.
- Numerose città francesi, fra cui Parigi, Digione e Brest, le hanno dedicato una strada.